# Fundació Tot Raval
La Fundació Tot Raval és una fundació creada el 2002 a través d'una cinquantena d'associacions, institucions, persones i empreses del Raval per millorar la cohesió social, la convivència i la qualitat de vida del barri. És la fundació comunitària més antiga de Catalunya i d'Espanya. El 2023, va rebre el reconeixement del Govern de Catalunya amb la Creu de Sant Jordi.
En 2018 fou nomenat president Mohammed Halhoul, representant l'associació cultural religiosa Associació Consell Islàmic Cultural de Catalunya en substitució de Roger Marcet i Barbé com a representant del Museu Marítim de Barcelona, que n'havia exercit els quatre anys anteriors.